# Jaskinia w Trzech Kopcach
Jaskinia w Trzech Kopcach (także Grota Klimczoka) – jaskinia osuwiskowa szczelinowa położona w masywie Trzech Kopców w Beskidzie Śląskim, trzecia pod względem długości w polskich Karpatach fliszowych. 

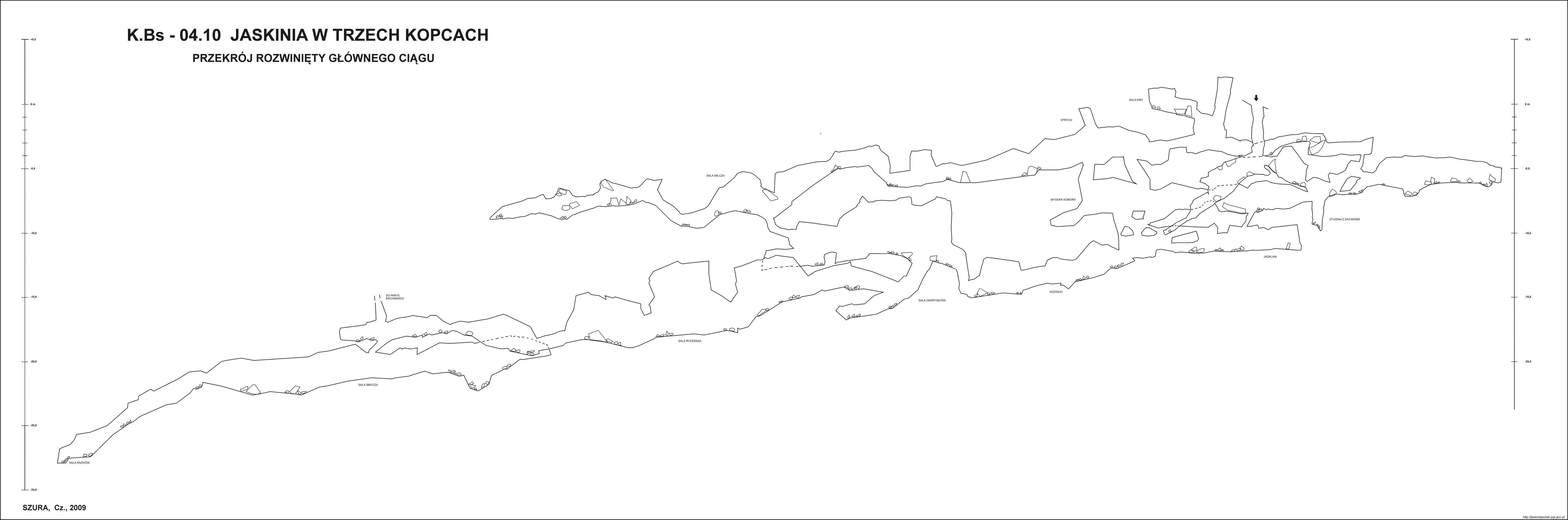
Przekrój jaskini

Jaskinia powstała na skutek popękania i rozsunięcia sztywnych mas piaskowców, budujących okoliczne grzbiety górskie. Wejście do jaskini, w postaci studni głębokiej na 4,3 m, znajduje się na wysokości ok. 1000 m n.p.m. w niewielkim leju, w starym bukowym lesie na południowych stokach Trzech Kopców. Jaskinia ma postać labiryntu rozwiniętych w kilku poziomach korytarzy i sal o łącznej długości 1250 m i deniwelacji 32,6 m. W jaskini utrzymuje się temperatura ok. 6 stopni Celsjusza.
Jaskinia w Trzech Kopcach została odkryta w 1946 przez A. Jasiewicza. Dojście do jaskini znajduje się niedaleko żółtego szlaku turystycznego biegnącego z Klimczoka na Błatnią lub szlaku czerwonego z Karkoszczonki na Klimczok. Główny ciąg jaskini utworzony jest z szeregu szczelinowatych korytarzy wypełnionych rumoszem oraz kilku większych sal typu zawaliskowego (Sala Zbójców, Sala Nietoperzy, Wysoka Komora, Strych, Sala Przedpokój, Komnata Chrystusa, Sala Ewy, Sala Kazików, Sala Końcowa). Część korytarzy tworzył zsuw, a część rotacja w płaszczyźnie horyzontalnej. W niektórych miejscach spotyka się na ścianach utwory w kształcie grzybów, będące prawdopodobnie naciekami kalcytowymi.
W jaskini występują porosty. W 1954 opisano występowanie owadów trogloksenicznych. Zimują w niej nietoperze: gacki wielkouche, nocki wąsatki oraz podkowce małe. Te ostatnie zaklasyfikowane jako gatunek ginący w Polskiej Czerwonej Księdze Zwierząt.

Grotą Klimczoka, jak również jest nazywana Jaskinia w Trzech Kopcach, opiekuje się Klub Taternictwa Jaskiniowego „Speleoklub” Bielsko-Biała, który cyklicznie organizuje akcje sprzątania jaskini. Obecnie Jaskinia w Trzech Kopcach jest pomnikiem przyrody nieożywionej. 

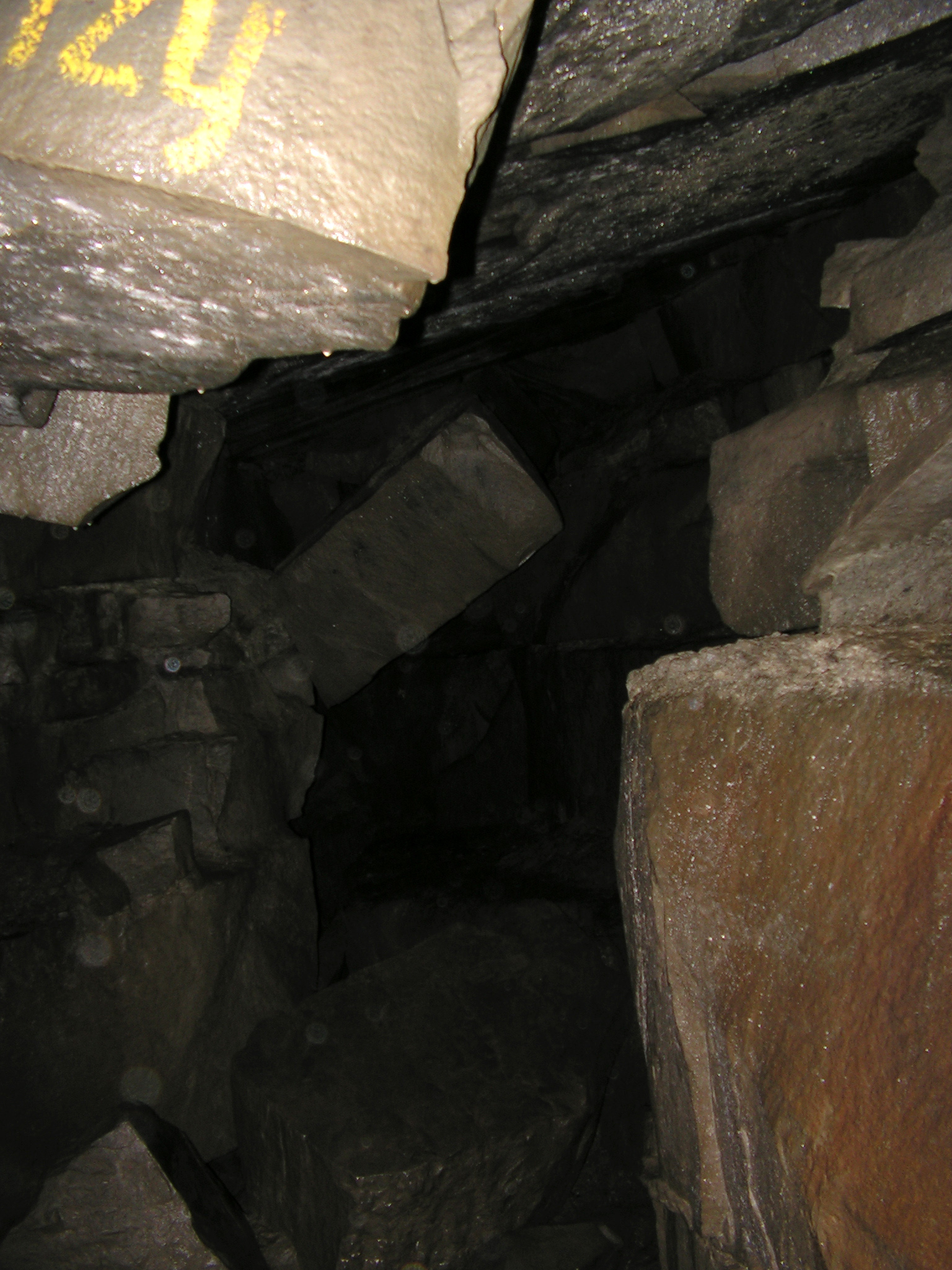
Komnata Nietoperzy w Jaskini w Trzech Kopcach